# 보령궁주
보령궁주(保寧宮主, ? ~ 1113년)는 고려 시대의 왕족이다. 문종과 인예왕후의 차녀이다.

## 생애
고려의 제11대 왕인 문종과 인예왕후의 차녀로, 생년은 명확하지 않다. 성은 왕, 본관은 개성이다. 어머니 인예태후는 이자연의 딸로, 문종의 제3비 인경현비와 제4비 인절현비는 보령궁주의 이모이다. 또 순종, 선종, 숙종 등과는 친남매간이며, 헌종과 예종의 고모이다. 그외에 이자겸 등의 외사촌이기도 하다.
보령궁주는 1113년(예종 8년)에 사망하였다. 사후 경순(慶順)의 시호가 올려졌으며, 그 무덤에 대해 온릉(溫陵)이라는 능호를 올렸다.
한편 보령궁주는 현종과 원혜왕후 소생의 아들로 자신에게는 친숙부가 되는 평양공 왕기의 아들 낙랑백 왕영과 혼인하였다. 따라서 이 혼인은 친사촌간에 이루어진 근친혼이다. 왕영은 보령궁주와 혼인한 후 낙랑백에 봉해졌으며, 헌종 때 낙랑공으로 진봉되었다. 낙랑공은 보령궁주가 죽기 1년 전인 1112년(예종 7년) 70세의 나이로 세상을 떠났다. 아들을 둘 두었는데, 장남은 승화백 왕정, 차남은 왕제이다. 장남 왕정은 후에 승화백에 봉해졌으며, 숙종과 명의왕후의 딸 흥수궁주와 혼인하였다.

## 가족 관계
| - 조부 : 현종(顯宗, 992 ~ 1031) - 조모 : 원혜왕후(元惠王后, ? ~ 1022) - 아버지 : 문종(文宗, 1019 ~ 1083) - 외조부 : 이자연(李子淵, 1003 ~ 1061) - 외조모 : 계림국대부인(雞林國大夫人) 경주 김씨(慶州 金氏, 생몰년 미상) - 김인위의 딸 - 어머니 : 인예왕후 이씨(仁睿王后 李氏, ? ~ 1092) | - 시아버지 겸 숙부 : 평양공 왕기(平壤公 王基, 1021 ~ 1069) - 남편 : 낙랑공 왕영(樂浪公 王瑛, 1043 ~ 1112) - 장남 : 승화백 왕정(承化伯 王禎, 생몰년 미상) - 며느리 겸 조카 : 흥수궁주(興壽宮主, ? ~ 1123) - 숙종의 딸 - 차남 : 왕제(王禔, 생몰년 미상) |